# Acre (fiume)
L'Acre (in spagnolo Río Acre, a volte chiamato anche Aquiry) è un fiume del Sud America. Nasce dai rilievi preandini ai margini dell'Amazzonia in Perù, forma parte del confine tra Bolivia e Brasile e dopo aver attraversato lo Stato brasiliano di Acre e la sua capitale Rio Branco scorre nello Stato di Amazonas per poi sfociare nel fiume Purus.
Il fiume ha una lunghezza di 740 km, 480 navigabili, dalla foce al fiume Xapuri.

## Affluenti
- Branco